# ジャック・レイナー
ジャック・レイナー（Jack Reynor、1992年1月23日 - ）はアイルランドの俳優。

## 略歴
1992年にアメリカ合衆国コロラド州ロングモントで生まれ、同州のボルダーで暮らすが、2歳の時にアイルランド人の母とともにアイルランドのウィックロー県バリーマウントに移り、母方の祖父母と暮らす。ケヴィン・リディ監督の2000年の映画『Country』に家族とエキストラで出演したことをきっかけに演技に興味を持つようになる。2004年にダブリンに移り、ベルヴェデーレ・カレッジに入学すると、多くの舞台に立つようになる。
2010年のテレビ映画でプロの俳優としてデビューしたのち、2012年の映画『リチャードの秘密』の主演に抜擢されると、第10回アイルランド映画&テレビ賞で主演男優賞を受賞するなど高い評価を得る。その後、ハリウッドにも進出し、2014年の映画『トランスフォーマー/ロストエイジ』に主要キャストの1人として出演する。ハリウッド進出後もダブリンを拠点に地元アイルランドやイギリスの映画にも出演している。

## 私生活
2歳上のモデルでパーソナルトレーナーとしても活動しているマデリン・マルクイーンと交際、婚約している。

## 出演作品
| 年        | 題名                                                                                 | 役名                   | 備考                                              |
| --------- | ------------------------------------------------------------------------------------ | ---------------------- | ------------------------------------------------- |
| 2012      | リチャードの秘密 What Richard Did                                                    | リチャード・カールセン |                                                   |
| 2013      | 人生、サイコー! Delivery Man                                                         | ジョシュ               |                                                   |
| 2014      | トランスフォーマー/ロストエイジ Transformers: Age of Extinction                      | シェーン・ダイソン     |                                                   |
| 2015      | ロイヤル・ナイト 英国王女の秘密の外出 A Royal Night Out                              | ジャック・ホッジス     |                                                   |
| 2015      | マクベス Macbeth                                                                     | マルカム               |                                                   |
| 2016      | シング・ストリート 未来へのうた Sing Street                                          | ブレンダン             |                                                   |
| 2016      | フリー・ファイヤー Free Fire                                                         | ハリー                 |                                                   |
| 2016      | ローズの秘密の頁 The Secret Scripture                                                | マイケル・マクナルティ |                                                   |
| 2017      | ナチス第三の男 The Man with the Iron Heart                                           | ヨゼフ・ガプチーク     |                                                   |
| 2017      | デトロイト Detroit                                                                   | デメンズ               |                                                   |
| 2017      | フィリップ・K・ディックのエレクトリック・ドリームズ Philip K. Dick's Electric Dreams | ノートン               | テレビドラマ シーズン1エピソード2「ありえざる星」 |
| 2018      | KIN/キン Kin                                                                         | ジミー・ソリンスキー   |                                                   |
| 2018      | ビリーブ 未来への大逆転 On the Basis of Sex                                          | ジム・ボザース         |                                                   |
| 2018      | モーグリ: ジャングルの伝説 Mowgli                                                    | ブラザーウルフ         | アニメ映画、声の出演 日本劇場未公開               |
| 2018-2019 | Strange Angel                                                                        | Jack Parsons           | テレビドラマ、17エピソード 日本未放送             |
| 2019      | ミッドサマー Midsommar                                                               | クリスチャン・ヒューズ |                                                   |
| 2021      | チェリー Cherry                                                                      | ピルズ&コーク          |                                                   |
| 2021      | モダン・ラブ Modern Love                                                             | デクラン               | テレビドラマ、1エピソード                         |
| 2022      | ペリフェラル ～接続された未来～ The Peripheral                                       | バートン・フィッシャー | テレビドラマ、8エピソード                         |
| TBA       | Power Ballad                                                                         |                        |                                                   |